# キューラ
キューラ(Kewra)は、アダンの花を蒸留して得られる抽出物である。南アジア料理の風味付け等に用いられる。アダンは、熱帯の南アジア、東南アジア、オーストララシア等に自生し、これらの地域の多くで香料として用いられている。
アダンの雄花だけがキューラの抽出に用いられる。インドから輸出されるキューラの花の約95%は、ガンジャム県ブラフマプルの周囲で集められる。チャトラプル、パトラプール、チキッティ等の沿岸は、香りの良いアダンのプランテーションで有名である。恐らく、沿岸部の花は素晴らしい香りを持つ。一方、内陸の最も有名な品種は風土病にかかっており、ゴパルプルで栽培されている。ガンジャム県では、キューラの花の栽培は主要な収入源であり、登録された蒸留工場だけで200近くある。
キューラは、実用的なものとイフタールで用いるもの両方のインドの伝統的な香水にも用いられている。